# Râul Cărbunele, Nemțișor
Râul Cărbunele este un curs de apă, afluent al râului Nemțișor. 

## Hărți
- Harta Parcului Vânători-Neamț